# 心灵杀手2
《心灵杀手2》是一款生存恐怖游戏，由绿美迪娱乐开发和Epic Games出版发行。此游戏是2010年《心灵杀手》的续作，于2023年10月27日发行至PlayStation 5、Windows（以数字方式通过 Epic Games Store 提供 PC 版）和Xbox Series X/S平台。此游戏讲述了畅销驚悚小说家艾伦·韦克试图写出一篇关于联邦调查局特工萨贾·安德森的恐怖故事，得以逃脱被困13年之久的黑暗之地。
2024年4月，美国韦比奖官方宣布《心灵杀手2》获得游戏类最佳音乐与声音设计韦比奖。

## 玩法
《心灵杀手2》是一款第三人称视角的生存恐怖游戏。玩家会在两则自选顺序的平行篇章中分别扮演主角——艾伦·韦克和萨贾·安德森。艾伦和薩佳可以运用枪支和手电筒击败敌人，并探索辉落镇、破败的富水镇和黑暗之地等场地。

## 提要
畅销惊悚小说家艾伦·韦克失踪13年后，位于華盛頓州的辉落镇发生了一连串谋杀案，联邦调查局派来特工萨贾·安德森调查，调查中她发现自己身处在艾伦为逃脱囚禁而写的一篇超自然恐怖故事中。

## 开发
绿美迪娱乐从之前开发的游戏《马克思·佩恩》汲取经验，在《心灵杀手》中以一种可通过续集和附加内容讲述额外故事的方式编写剧情。《心灵杀手》在2010年发行后，开发团队很快开始计划续集，艾伦·韦克继续担任主角，但也会探究包括艾伦经纪人巴瑞·惠勒和警长莎拉·布瑞克等配角的故事。绿美迪开发了一个提供给发行商的续作游戏原型，其中展示了新敌人和新游戏机制，例如改写现实能力，剧情是直接衔接《心灵杀手》。最终，绿美迪找到当时掌握《心灵杀手》发行权的微软工作室寻求意向，然而，微软无心支持续集而是委托Remedy开发新游戏，就是2016年发行的《量子破碎》。游戏原型的大部分创意都应用在《心灵杀手》的衍生游戏《心灵杀手：美国噩梦》中。
《心灵杀手》编剧萨姆·莱克在《量子破碎》公开时宣布《心灵杀手》的续作被推迟，因为当时《心灵杀手》的财务表现不佳，无法获得开发续集所需的资金。公关总监托马斯·普哈在2019年4月表示绿美迪曾在两年前重启《心灵杀手》续作的开发，但并没有进展，目前公司在接下来几年处理他们自己的新游戏《控制》，以及与SmileGate合作开发的《穿越火線X》还要其他新项目。托马斯说道唯一限制《心灵杀手》续集开发的因素是“时间、金钱和资源” 。尽管如此，萨姆仍然是绿美迪开发团队的一员，为续作构思创作并创作不同的剧本，在内部，此项目的代号为“Project Big Fish”，代表其对绿美迪的重要性和意义。在《控制》的第二个可下载内容包“异世界事件”中，艾伦·韦克短暂登场。绿美迪为《控制》和《心灵杀手》建立起“绿美迪互联宇宙”，下一款游戏也将设置在此宇宙中。
萨姆·莱克说道《心灵杀手2》将由绿美迪自研引擎Northlight Engine驱动，《量子破碎》和《控制》皆使用此引擎。萨姆还说道《心灵杀手2》将是一款生存恐怖游戏，与前作那种带有恐怖元素的动作游戏相反，萨姆还补充道玩家就算不了解前作也能深入《心灵杀手2》。绿美迪确认尽管《心灵杀手2》切换成生存恐怖游戏，但将延续第三人称视角，并且担任艾伦·韦克脸模的伊尔卡·维利和担任配音的马修·普里塔回归。

### 发行
2018年7月，绿美迪首席执行官泰罗·维尔塔拉（Tero Virtala）表示尽管公司拥有《心灵杀手》除发行权的所有知识产权，但任何续作进展都需要取得手握發行权的微软工作室批准。2019年7月，绿美迪从微软工作室完全收购《心灵杀手》的著作权，并一次性支付发行以来约€2.5 million的版税。2021年，绿美迪宣布与Epic Games出版签约两款游戏，第一款是《心靈殺手：重制版》，第二款便是在2021年游戏大奖上正式揭露的3A级大作《心灵杀手2》。《心灵杀手2》发售后将有多个免费可下载内容包和两个付费扩展包“夜春镇”和“湖边小屋”。2023年5月，绿美迪宣布《心靈殺手2》只发行数字版。

## 评价
| 汇总媒体             | 得分                                   |
| -------------------- | -------------------------------------- |
| Metacritic           | (PC) 89/100 (PS5) 89/100 (XSXS) 90/100 |
| OpenCritic（推荐率） | 89/100 93% Critics Recommend           |

| 媒体                  | 得分    |
| --------------------- | ------- |
| Destructoid           | 9/10    |
| Digital Trends        | [ 20 ]  |
| Eurogamer             | [ 21 ]  |
| Game Informer         | 7.75/10 |
| GamesRadar+           | [ 23 ]  |
| GameSpot              | 10/10   |
| HardcoreGamer         | 4.5/5   |
| IGN                   | 9/10    |
| 新音乐快递            | [ 27 ]  |
| PC Gamer美国          | 88/100  |
| PCGamesN              | 9/10    |
| Push Square           | [ 30 ]  |
| Shacknews             | 9/10    |
| 衛報                  | [ 32 ]  |
| VG247                 | [ 33 ]  |
| Video Games Chronicle | [ 34 ]  |

### 所獲獎項
| 年份 | 獎項                   | 獲提名                                                        | 結果 | 來源          |
| ---- | ---------------------- | ------------------------------------------------------------- | ---- | ------------- |
| 2023 | 金搖桿獎               | 評論家選擇獎                                                  | 獲獎 | [ 35 ] [ 36 ] |
| 2023 | 金搖桿獎               | 最佳遊戲預告 (The Dark Place Gameplay)                        | 提名 | [ 35 ] [ 36 ] |
| 2023 | 金搖桿獎               | 最佳主演 伊尔卡·维利/ 馬修·普里塔 飾演艾倫·韋克（Alan Wake）) | 提名 | [ 35 ] [ 36 ] |
| 2023 | 金搖桿獎               | 最佳主演 ( 飾演薩佳·安德森（Saga Anderson）)                  | 提名 | [ 35 ] [ 36 ] |
| 2023 | 金搖桿獎               | 終極年度遊戲                                                  | 提名 | [ 35 ] [ 36 ] |
| 2023 | 遊戲大獎               | 年度遊戲                                                      | 提名 | [ 37 ]        |
| 2023 | 遊戲大獎               | 最佳美術設計                                                  | 獲獎 | [ 37 ]        |
| 2023 | 遊戲大獎               | 最佳遊戲指導                                                  | 獲獎 | [ 37 ]        |
| 2023 | 遊戲大獎               | 最佳敘事                                                      | 獲獎 | [ 37 ]        |
| 2023 | 遊戲大獎               | 最佳原聲/音樂配樂                                             | 提名 | [ 37 ]        |
| 2023 | 遊戲大獎               | 最佳音效/聲效設計                                             | 提名 | [ 37 ]        |
| 2023 | 遊戲大獎               | 最佳動作/冒險遊戲                                             | 提名 | [ 37 ]        |
| 2023 | 遊戲大獎               | 最佳演出（ 飾演薩佳·安德森（Saga Anderson））                 | 提名 | [ 37 ]        |
| 2024 | 第廿七屆D.I.C.E.大獎   | 年度遊戲大獎                                                  | 提名 | [ 38 ]        |
| 2024 | 第廿七屆D.I.C.E.大獎   | 年度冒險遊戲                                                  | 提名 | [ 38 ]        |
| 2024 | 第廿七屆D.I.C.E.大獎   | 傑出藝術指導                                                  | 獲獎 | [ 38 ]        |
| 2024 | 第廿七屆D.I.C.E.大獎   | 傑出音效設計                                                  | 提名 | [ 38 ]        |
| 2024 | 第廿七屆D.I.C.E.大獎   | 傑出角色成就（薩佳·安德森）                                   | 提名 | [ 38 ]        |
| 2024 | 第廿七屆D.I.C.E.大獎   | 傑出原創音樂作品                                              | 提名 | [ 38 ]        |
| 2024 | 第廿七屆D.I.C.E.大獎   | 傑出故事                                                      | 提名 | [ 38 ]        |
| 2024 | 第廿七屆D.I.C.E.大獎   | 傑出技術成就                                                  | 提名 | [ 38 ]        |
| 2024 | 第廿二屆視覺效果工會獎 | 傑出即時項目視覺效果獎                                        | 獲獎 | [ 39 ]        |